# Kaffa (zon)
Kaffa är en zon i Etiopien.   Den ligger i regionen Ye Debub Biheroch Bihereseboch na Hizboch, i den sydvästra delen av landet, 400 km sydväst om huvudstaden Addis Abeba.
Kaffa delas in i:
- Ginbo
- Decha